# Verdensmesterskabet i fodbold 1962 - finalen
Finalen om verdensmesterskabet i fodbold 1962 var den 7. finale siden turneringens etablering i 1930. Den blev spillet den 17. juni 1962 foran 68.679 tilskuere på Estadio Nacional i Chiles hovedstad Santiago, og skulle finde vinderen af VM i fodbold 1962. De deltagende hold var Brasilien og Tjekkoslovakiet. Det brasilianske hold vandt kampen med 3-1.
Kampen blev ledet af den russiske dommer Nikolaj Latysjev.

## Kampen

### Detaljer
| 17. juni 1962 14:30 (UTC-04) |

| Brasilien                          | 3 – 1   | Tjekkoslovakiet |
| ---------------------------------- | ------- | --------------- |
| Amarildo 17' · Zito 69' · Vavá 78' | Rapport | 15' Masopust ·  |

| Estadio Nacional, Santiago Tilskuere: 68.679 Dommer: Nikolaj Latysjev (Sovjetunionen) |

| Brasilien | Tjekkoslovakiet |